# August Fischer (Jurist)

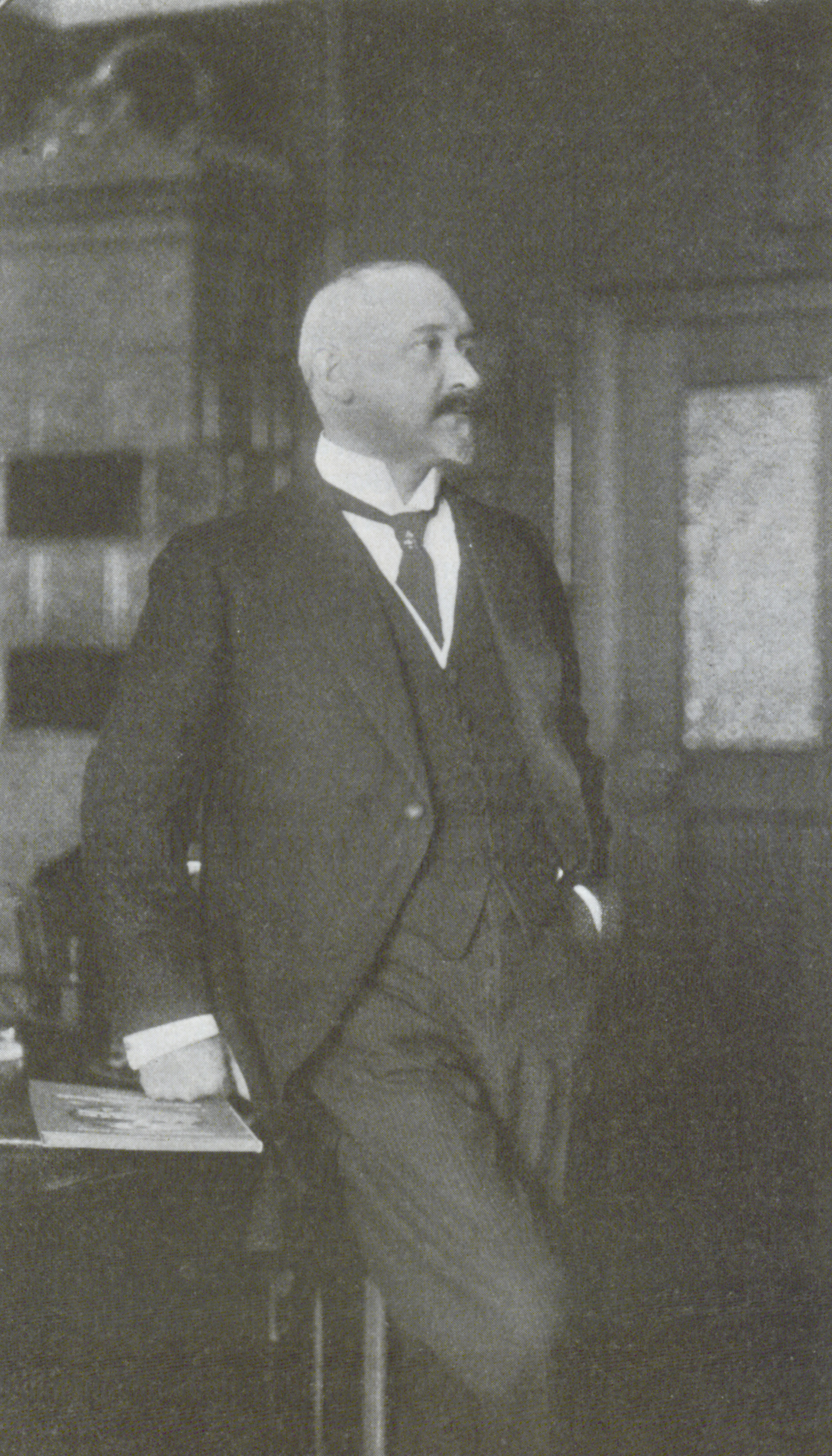
August Fischer

August Fischer (* 18. Februar 1863 in München; † 9. Januar 1916 in Bad Tölz) war ein deutscher Jurist, Bezirksamtmann, Ministerialrat, Landtagsabgeordneter und Museumsgründer. 

## Leben
Fischer begann seine Beamtenlaufbahn 1890 als Bezirksamtsassessor in Friedberg a.L. 1901 wurde er zum Bezirksamtmann in Feuchtwangen befördert, 1906 ging er in gleicher Funktion nach Bad Tölz. Fischers besonderes Interesse galt Förderung der Heimatkunst, dem Heimatschutz und der Heimatgeschichte. Er gründete mehrere Museen und arbeitete mit Gabriel von Seidl und Max Höfler zusammen. Von 1905 bis 1907 gehörte er der Bayerischen Kammer der Abgeordneten als Abgeordneter für den Wahlkreis Dinkelsbühl an. 